# Ryszard Mysiak
Ryszard Mysiak (ur. 7 lipca 1931 w Krakowie, zm. 8 czerwca 1983 tamże) – piłkarz, grał na pozycji bramkarza. Jego kariera była związana głównie ze Stalą Mielec w której grał przez 8 lat.

## Życiorys
Karierę rozpoczął w GWKS Rzeszów z którym w III lidze 1953 wywalczył sportowy awans do II ligi. Po rozwiązaniu tego klubu przeniósł się do rzeszowskiej Stali. Po dwóch latach został kupiony przez Stal Mielec w której barwach rozegrał 189 meczów ligowych (36 – I liga, 153 – II liga) i 6 w Pucharze Polski. W latach 60. grał jeszcze w Resovii.
W drugiej połowie lat 50. bardzo często grał w reprezentacji województwa rzeszowskiego. Dawano mu także szanse na grę w pierwszej reprezentacji Polski, jednak nigdy nie został powołany.
W latach 70. był trenerem młodzieży i II drużyny Resovii.